# جوئی لی
جوئی لی (انگلیسی: Joie Lee؛ زادهٔ ۲۲ ژوئن ۱۹۶۲) یک هنرپیشه، فیلم‌نامه‌نویس و تهیه‌کننده اهل ایالات متحده آمریکا است. وی از سال ۱۹۸۶ میلادی تاکنون مشغول فعالیت بوده‌است.

## گزیده فیلم‌شناسی
- او از من متنفر است (۲۰۰۴)
- قهوه و سیگار (۲۰۰۳)
- تابستان سام (۱۹۹۹)
- سوار اتوبوس شو (۱۹۹۶)
- دختر ۶ (۱۹۹۶)
- گم شدن اشعیا (۱۹۹۵)
- کروکلین (۱۹۹۴)
- بهترین بلوز (۱۹۹۰)
- کار درست را بکن (۱۹۸۹)